# Коэффициент Сёренсена
Мера Сёренсена — бинарная мера сходства, предложенная датским учёным Торвальдом Сёренсеном в 1948 году. Фамилия автора коэффициента в литературе переводится самыми различными способами: Съёренсен, Съеренсен, Соренсен, Серенсен. Вариант «Сёренсен» приводится в известной работе X.X.Трасса.
Мера Сёренсена эквивалентна (связаны одной монотонно возрастающей зависимостью) мере Жаккара и мере Сокала-Снита для конечных множеств (множественная интерпретация). На основе индекса Сёренсена получен индекс Маарела: {\displaystyle K_{M}=2K_{S}-1}.
Для случая дескриптивных множеств (дескриптивная интерпретация), в экологии это выборки по обилию, аналогом указанной меры является мера Чекановского:
Если сравнивается встречаемость видов (вероятностная интерпретация), то есть учитываются вероятности встреч признаков, то аналогом меры Сёренсена будет симметричная мера Дайса (coincidence index), предложенная Л.Дайсом в 1945 году, в дальнейшем использовался Р.Бреем. Поэтому меру часто называют индексом Дайса-Брея. В некоторых работах используется под названием индекса Дайса или индекса Брея-Кёртиса (реже индекса Ланса-Вильямса):
Для информационной аналитической интерпретации мера взаимозависимости была независимо предложена Б. И. Сёмкиным и чешскими авторами. Мера применяется в научных исследованиях для определения степени взаимозависимости двух признаков.